# Радновце
Радновце (слч. Radnovce) насељено је мјесто са административним статусом сеоске општине (слч. obec) у округу Римавска Собота, у Банскобистричком крају, Словачка Република.

## Становништво
| Година:    | 1994. | 2004.    | 2014.    | 2024.    |
| ---------- | ----- | -------- | -------- | -------- |
| Број људи: | 585   | 695      | 881      | 1020     |
| Разлика:   |       | +18,80 % | +26,76 % | +15,77 % |

| Година:    | 2023. | 2024.   |
| ---------- | ----- | ------- |
| Број људи: | 1034  | 1020    |
| Разлика:   |       | -1,35 % |

Према подацима о броју становника из 2011. године насеље је имало 823 становника.